# スポーツジャケット

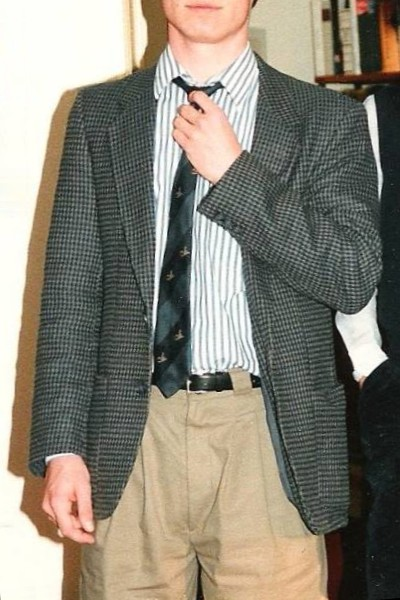
スポーツジャケットの例。チノパンツ、ナロータイ、ストライプシャツを合わせている。

スポーツジャケット(アメリカ英語: sports jacket、イギリス英語: sport jacket)、あるいはスポーツコート（アメリカ英語: sports coat、イギリス英語: sport coat）とは、厚手の生地で作られたジャケット。
古典的なスポーツジャケットはノーフォークジャケット、ハッキングジャケット（英: hacking jacket、乗馬用のジャケット）である。近代では背広のような形のものが主流であるが、スリーピース・スーツや背広服のように、セットとなる共布のズボンなどは作られない。一般にコーデュロイ・スエード・デニム・革・ツイードなど硬く厚い素材が使われる。

## 歴史
古くは(小氷期のイギリスなど寒冷地で)スポーツの際に着用される男性用の上着を指した。19世紀からテニスなどのスポーツが大学生などの若者の間で人気となり、それを観戦する際に背広ではフォーマルすぎるため、ノーフォークジャケットやカントリースーツ、ハッキングジャケット（乗馬用のジャケット）、ブレザーなどの運動に適したジャケットを着用して観戦することが流行し街着としても用いられた。それらのジャケットが簡略化されてスポーツジャケットとなった。その後アイビールックなどに取り入れられヴァンヂャケット等を通してみゆき族などに影響を与えた。

## ブレザーとの違い
ブレザーはイギリス海軍やボートクラブを起源とし、主に制服やメンバーシップを示すために使われる。基本的に無地かストライプを使い、ボタンは金属製もしくは白蝶貝、生地はウールやフランネルなどを使用する。